# San Basile
San Basile (Shën Vasili in arbëreshë) è un comune italiano di 912 abitanti della provincia di Cosenza in Calabria.
Sorge a 540 metri s.l.m. alle falde del Monte Pollino, nell'alta valle del fiume Coscile. Fa parte del Parco nazionale del Pollino. È una comunità arbëreshë (minoranza etno-linguistica albanese) d'Italia, che mantiene la lingua, i costumi, il rito bizantino-greco, le tradizioni e la cultura propria.

## Geografia fisica

### Clima
San Basile gode di un clima prevalentemente temperato e su questa classificazione incidono senza dubbio almeno due fattori: l'altitudine di media collina e la particolare orografia del territorio.
Il paese è situato ad un'altitudine che varia dai 540 m ai 570 m e sorge ai piedi del complesso montuoso più occidentale del Parco del Pollino, ciò in estate garantisce temperature diurne non eccessivamente calde e serate fresche. L'autunno è piovoso ma con temperature gradevoli. La stagione invernale grazie alla barriera offerta a nord dalla vicina catena del Pollino non è particolarmente fredda, tuttavia non sono rare le nevicate. Segue una primavera generalmente tranquilla, con temperature miti e qualche pioggia specie nella parte iniziale.
La stagione delle piogge va da novembre a marzo e la ventilazione è generalmente modesta.

## Storia
San Basile è uno dei comuni di origine greco-albanese presenti sul territorio calabrese. Fu fondato da una comunità di albanesi verso il 1475-1480, giunti in Italia dopo la morte di Giorgio Castriota Scanderbeg per sfuggire alla conquista turca dei Balcani e della Grecia. Sorse intorno al cenobio di San Basilio Craterete, da cui deriva anche il nome, e popolò intorno al monastero basiliano oggi Santuario di Santa Maria Odigitria, uno dei soli tre monasteri di rito greco-bizantino esistenti in Italia. Il primo documento che testimonia la presenza di albanesi sono i Capitoli stipulati con il Vescovo di Cassano all'Jonio (Marino Antonio Tomacelli) risalenti al 1510.
Il paese andò costituendosi a nord dell'antico cenobio, e le prime abitazioni vennero costruite al di sopra del rione (gjitonia) Kroj che in arbëresh significa sorgente.
Proprio per le sue origini la maggioranza della popolazione parla la lingua albanese (arbëreshë) e professa la religione cattolica con rito greco-bizantino. Fu feudo dei duchi di Castrovillari, di Nicola Interzato da Cariati, di Francesco Campolongo di Altomonte ed ancora della famiglia Rende di Bisignano. Nel 1617 passò al duca di Saracena, quindi all'abate di Castrovillari e infine, ai principi di Scalea. La coscienza di appartenere ad una stessa etnia, ancorché dispersa e disgregata, si coglie tra l'altro in un motto molto diffuso, che i parlanti albanesi spesso ricordano quando si incontrano: "Gjaku jonë i shprisht", che vuol dire "Il sangue nostro sparso".
Tra i suoi figli più illustri ricordiamo: Angelo Bellizzi (sec. XVIII) sacerdote, teologo, storiografo e poeta; Costantino Bellizzi (sec. XIX), eroe risorgimentale.

### Simboli
Lo stemma comunale è stato concesso con Decreto del presidente della Repubblica del 18 gennaio 1988.
(D.P.R. 18.01.1988)

## Monumenti e luoghi d'interesse

### Monumenti

#### Monumento a Giorgio Castriota Skanderbeg
Il monumento è dedicato al condottiero Giorgio Castriota Skanderbeg, eroe degli albanesi e di tutta l'Arberia.
Si compone di un piedistallo in cemento alto circa due metri sul quale è posata una statua bronzea alta circa quattro metri raffigurante l'eroe in battaglia su cavallo rampante, e realizzata in unica copia dallo scultore albanese Ardian Pepa.
Il monumento è stato inaugurato il 4 maggio 2024 alla presenza delle più alte autorità di Albania e Kosovo oltre che dei vertici della Regione Calabria e dell'Eparchia di Lungro.

### Architetture religiose

#### Chiesa di San Giovanni Battista
La Chiesa di San Giovanni Battista è stata costruita dopo la venuta degli albanesi, nella seconda metà del XVIII secolo, precisamente nel 1791 come testimonia la data che si trova scolpita sul cornicione dell'edificio stesso. Secondo le testimonianze orali, fu edificato dalle maestranze locali e dagli abitanti del paese, che per giorni trasportarono i materiali utilizzati. Lavori ben più ampi furono eseguiti sulla costruzione per interessamento della Curia Vescovile di Cassano da cui San Basile dipendeva, per questo motivo, lo stile della Chiesa non è bizantino, ma tardo-barocco. L'esterno dell'edificio, si mostra semplice, con un campanile non molto alto, dotato di campane costruite nel 1500, sicuramente appartenute al Monastero di Colloreto. L'ingresso principale è costituito da tre porte di legno, opera di artigianato locale. La planimetria della Chiesa è con tre navate e con l'altare maggiore posto sotto l'arco trionfale. L'architettura interna è tipicamente barocca con fregi e figure angeliche.
Per adattare lo stile alle particolari esigenze del rito bizantino, nel 1930 è stato abbattuto l'altare maggiore per la sua struttura irregolare e sostituita da un quadrato sormontato da un baldacchino. Con la forma quadrata, il prezioso Corpo e Sangue di Nostro Signore Gesù Cristo, viene distribuito ai quattro punti cardinali della terra. L'altare, è separato dal resto della chiesa da un tramezzo ligneo detto iconostasi, simbolica finestra dell'eternità. L'iconostasi è ricca di icone e dipinti di valore.

#### Monastero di Santa Maria Odigitria
Il Monastero basiliano di Santa Maria Odigitria è la continuazione dell'antico monastero di San Basilio Craterete, fondato tra la fine del X secolo e l'inizio dell'XI secolo.
Sorge in una panoramica posizione alle pendici di monti boscosi tra il maestoso massiccio del Pollino a nord e la sottostante piana di Sibari ad est. Si dice che uno dei monti che sovrasta il Monastero e il paese sia il cratere di un vulcano, da qui la denominazione "craterete" data anticamente al Monastero di San Basilio (secondo il prof. B. Cappelli "craterete" da crateròs, il forte, il potente: attributo per San Basilio il Grande).
La Chiesa di Santa Maria Odigitria conserva gelosamente, di fronte all'altare maggiore, un affresco che rappresenta il busto di una madonna vestita di azzurro sotto il manto rosso e con la testa coronata e da cui scende fin sulle spalle un velo verde chiaro campeggiante su una grande aureola giallo oro. È un pezzo dell'intero affresco, salvato nel XIII secolo, ed unico resto dell'antico cenobio di San Basilio che esisteva già da almeno tre secoli. L'iconostasi, alta transenna che separa il Vima o Santuario dalla navata, viene chiamata così perché è decorata di sacre icone. È la caratteristica delle chiese di rito bizantino ed ebbe origine in seguito alla restituzione del culto delle sacre immagini (anno 843).

### Altri luoghi d'interesse
Sul territorio sono inoltre presenti la Chiesa di Sant'Anna (Kopela Sandë Anës - ka Konëza) e Kopela Rinucit.

## Società

### Evoluzione demografica
Abitanti censiti

### Etnie e minoranze straniere
Secondo i dati ISTAT al 31 dicembre 2009 la popolazione straniera residente era di 31 persone. Le nazionalità maggiormente rappresentate in base alla loro percentuale sul totale della popolazione residente erano:
- Albania 25 2,28%

## Cultura

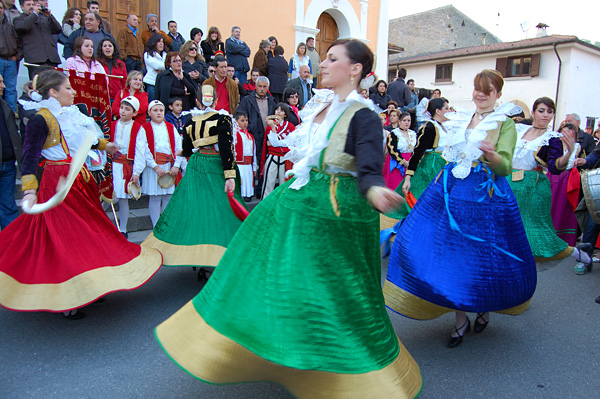
Costumi femminili arbëreshe esibiti durante la tipica Vallje.

Il 25 maggio si celebra la festa del patrono San Giovanni Battista. Il mercoledì dopo la Pentecoste, in onore della Madonna della Misericordia, si svolge una sfilata con il singolare costume albanese della zona. Nel periodo pasquale (për Pashkët), si svolgono le vallje (danze) in onore all'eroe Skanderbeg, tradizione popolare che oggi, insieme alla lingua, rischia di perdersi.

## Economia
Caratteristica è la coltivazione delle viti da cui si ottiene il vino delle "Murge", nobile e prelibato.

## Amministrazione

### Una casa a San Basile
Nel maggio 2010, il paesino è balzato agli onori della cronaca grazie all'iniziativa "Una casa a San Basile" dell'attuale sindaco Vincenzo Tamburi, che consiste nel vendere alcune case disabitate partendo da cifre pari a 5000 €, col fine di favorire il ripopolamento del centro abitato arbëreshë, riavvicinando così chi ha dovuto, in tempi passati, abbandonare il proprio paese natale.